# Brunswick (Geórgia)
Brunswick é uma cidade localizada no estado americano de Geórgia, no Condado de Glynn.

## Demografia
Segundo o censo americano de 2000, a sua população era de 15.600 habitantes.
Em 2006, foi estimada uma população de 16.074, um aumento de 474 (3.0%).

## Geografia
De acordo com o United States Census Bureau tem uma área de
65,3 km², dos quais 44,6 km² cobertos por terra e 20,7 km² cobertos por água.

## Localidades na vizinhança
O diagrama seguinte representa as localidades num raio de 36 km ao redor de Brunswick.